# 球戏广场
球戏广场（法語：Place du Jeu de Balle，發音：[plas dy ʒø də bal]）又名狐狸广场（荷蘭語：Vossenplein，發音：[ˈvɔsə(m)plɛin]），是比利时布鲁塞尔的一个广场，位于 马罗勒区的心脏。它拥有一个著名的跳蚤市场。

## 历史
该广场开辟于1853年。正如其法文名称所表明的，它最初是用于球类运动，这在19世纪的布鲁塞尔非常流行。而荷兰语名字“狐狸广场”（Vossenplein），则得名于曾建于此处的机车工厂，“狐狸公司”（ 在荷兰语中的意思是“狐狸”）。
1873年，市议会决定将设于安内森斯广场的老集市搬到球戏广场。

## 著名建筑物
- 圣母无原罪堂，新罗马式建筑，建于1854年至1862年，曾经是嘉布遣会修道院的一部分。
- 原布鲁塞尔消防局的消防站，由建筑师约瑟夫·普拉尔特（英语：Joseph Poelaert）建于1859年至1860年间，折衷主义风格。1982年消防队迁往直升飞机场大道（/），原营房现在辟为公寓、画廊和商店，而原门廊已经改为咖啡馆。

## 活动和民间传说
- 跳蚤市场每天从早上6点到下午2点，周末从早上6点到下午3点。
- 每年7月20日，比利时国庆日前夕，在此举行国家舞会 （页面存档备份，存于）[2]。

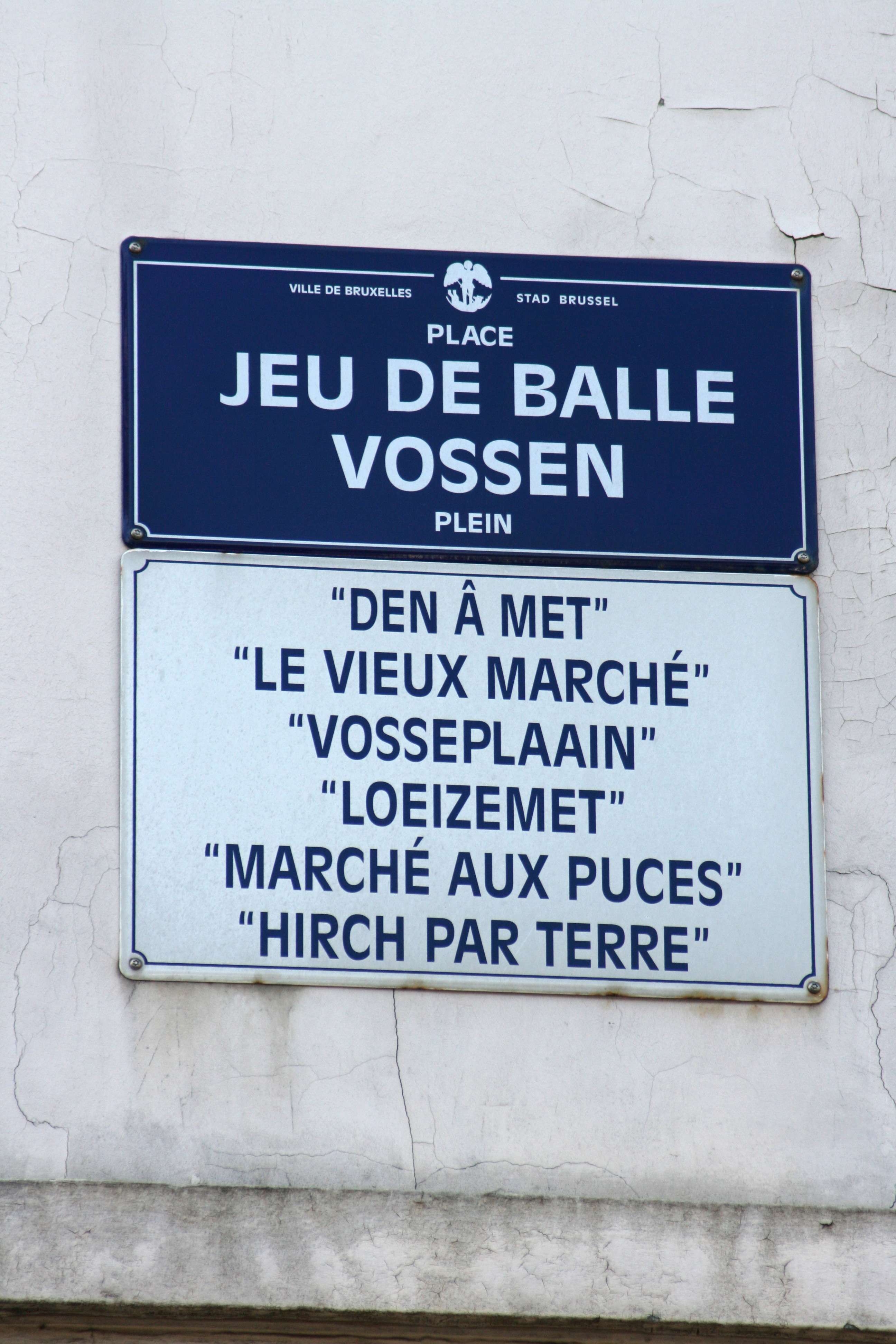
路牌
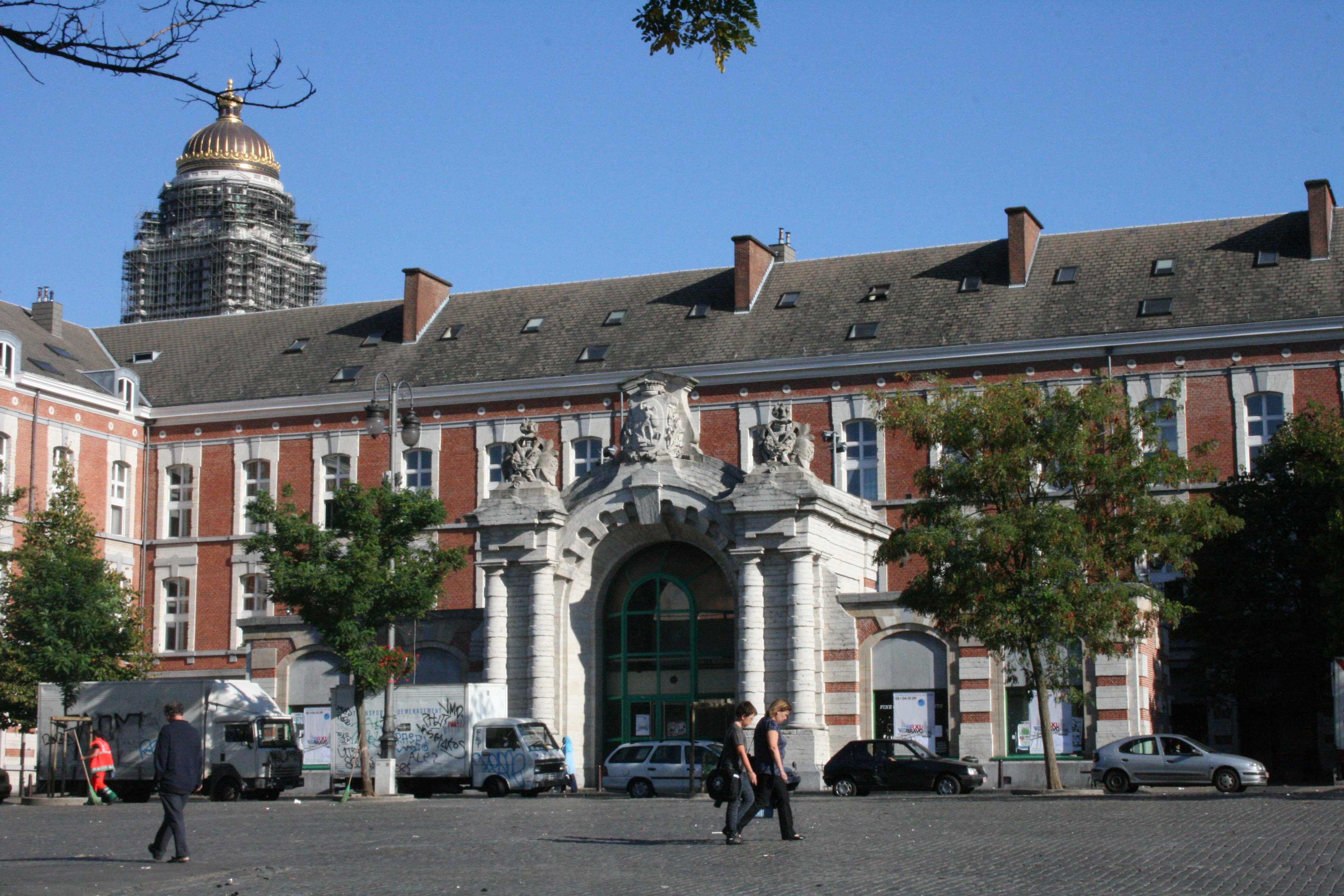
原消防站。背景是布鲁塞尔司法宫